# Fokker T.III
De Fokker T.III is een bommenwerper voor een driekoppige bemanning gebouwd in 1923 door de Nederlandse vliegtuigfabrikant Fokker, met het uitdrukkelijke doel om een vlucht rond de wereld te maken. De T.III was een doorontwikkeling van de Fokker T.II en werd ontworpen in twee uitvoeringen ontwikkeld: een bommenwerper met een landingsgestel, en een torpedobommenwerper met een drijveronderstel (de T.IIIw). Er werden vijf toestellen gebouwd, die allemaal aan de Portugese marineluchtvaartdienst zijn geleverd.
De ontwikkeling van de T.III begon tegen het einde van 1922. De eerste vlucht vond in de zomer van 1923 plaats. In het begin van 1924 werd door de Portugese marineluchtvaartdienst, de Aeronautica Naval, vijf T.III's besteld. De toestellen waren bedoeld voor het maken van een vlucht rond de wereld. Het eerste toestel vertrok op 26 augustus 1924 vanaf Schiphol, maar moest een noodlanding maken in de buurt van Bordeaux als gevolg van een defecte brandstofleiding. Het toestel kwam uiteindelijk pas op 30 augustus aan in Portugal. Het tweede toestel werd gedemonteerd en in kratten verpakt om zo te worden verscheept. De eerste twee toestellen waren van een landingsgestel voorzien; de overige drie hadden een drijveronderstel en werden weer overgevlogen. De toestellen vertrokken op 16 november vanaf Schellingwoude. Eén toestel moest een noodlanding maken in de buurt van Brest, een ander nabij Cherbourg. Beide toestellen hadden motorpech. Een van de toestellen raakte uiteindelijk vermist en werd niet teruggevonden, ondanks een uitgebreide zoekactie van de Nederlandse, Franse en Engelse marine. Op 18 november werd er echter een drijver teruggevonden. Men gaat ervan uit dat het toestel in dichte mist is verongelukt. Door het verongelukken van dit toestel werd de vlucht rond de wereld afgelast.
De overgebleven toestellen werden tot 1938 als verkenningsvliegtuigen gebruikt vanaf de marinebasis Bon Suceso bij Lissabon.